# Valle de Bardají
Valle de Bardají (Vall de Bardaixí auf Katalanisch; Val de Bardaixí auf Aragonesisch) ist eine Gemeinde in der Provinz Huesca in der Autonomen Gemeinschaft Aragonien in Spanien. Sie liegt in der Comarca Ribagorza.

## Gemeindegebiet
Val de Bardaixí umfasst die Ortschaften:
- Aguascaldas
- Biescas
- Esterún
- Llert
- Santa Maura

## Bevölkerungsentwicklung
| 1900 | 1910 | 1920 | 1930 | 1940 | 1950 | 1960 | 1970 | 1981 | 1991 | 1996 | 2001 | 2004 |
| ---- | ---- | ---- | ---- | ---- | ---- | ---- | ---- | ---- | ---- | ---- | ---- | ---- |
| 185  | 129  | 199  | 191  | 181  | 183  | 124  | 95   | 76   | 56   | 57   | 49   | 54   |